# Европско првенство у атлетици за млађе сениоре 2007 — 10.000 метара за мушкарце
Такмичење у трчању на 10.000 метара у мушкој конкуренцији на 6. Европском првенству у атлетици за млађе сениоре 2007. у Дебрецину одржано је 14. јула 2007. на атлетском стадиону Иштван Ђулаи.
Титулу освојену у Ерфурту 2005, није бранио Јевгениј Рибаков из Русије.

## Земље учеснице
Учествовало је 24 такмичара из 16 земаља.
1. Белгија (1)
2. Белорусија (1)
3. Ирска (1)
4. Исланд (1)
5. Италија (1)
6. Летонија (1)
7. Немачка (2)
8. Пољска (3)
9. Португалија (2)
10. Русија (2)
11. Србија (1)
12. Турска (3)
13. Француска (2)
14. Холандија (1)
15. Шведска (1)
16. Шпанија (1)

## Освајачи медаља
|                           |                         |                          |
| Анатолиј Рибаков · Русија | Михел Бутер · Холандија | Данијеле Меучи · Италија |

## Сатница
| Датум   | Време | Коло   |
| ------- | ----- | ------ |
| 14. јул | 18:40 | Финале |

## Рекорди
| Рекорди пре почетка Европског првенства 2007. | Рекорди пре почетка Европског првенства 2007. | Рекорди пре почетка Европског првенства 2007. | Рекорди пре почетка Европског првенства 2007. | Рекорди пре почетка Европског првенства 2007. | Рекорди пре почетка Европског првенства 2007. |
| Рекорди                                       | Атлетичар                                     | Земља                                         | Време                                         | Место                                         | Датум                                         |
| --------------------------------------------- | --------------------------------------------- | --------------------------------------------- | --------------------------------------------- | --------------------------------------------- | --------------------------------------------- |
| Европски рекорд У-23                          | Василиј Матвичук                              | Украјина                                      | 28:18,18                                      | Јалта, Русија                                 | 4. јул 2004.                                  |
| Рекорди европских првенстава У-23             | Ракид Беради                                  | Италија                                       | 28:31,12                                      | Турку, Финска                                 | 10. јул 1997.                                 |

## Резултати

### Финале
Финале је одржано 14. јула 2007. године у 18:40.
| Место | Атлетичар              | Земља       | ЛР | ЛРС | Резултат | Белешка |
| ----- | ---------------------- | ----------- | -- | --- | -------- | ------- |
|       | Анатолиј Рибаков       | Русија      |    |     | 29:09,89 |         |
|       | Михел Бутер            | Холандија   |    |     | 29:12,95 | ЛР      |
|       | Данијеле Меучи         | Италија     |    |     | 29:18,26 |         |
| 4.    | Душан Маркешевић       | Србија      |    |     | 29:27,61 | ЛРС     |
| 5.    | Сергеј Рибин           | Русија      |    |     | 29:35,83 |         |
| 6.    | Зелалем Мартел         | Немачка     |    |     | 29:45,84 |         |
| 7.    | Артур Козловски        | Пољска      |    |     | 29:48,20 |         |
| 8.    | Аркадиуш Гардзиелевски | Пољска      |    |     | 29:51,28 |         |
| 9.    | Мугдат Озтурк          | Турска      |    |     | 29:54,66 |         |
| 10.   | Степан Раховцов        | Белорусија  |    |     | 30:02,76 |         |
| 11.   | Фатих Билгич           | Турска      |    |     | 30:28,08 |         |
| 12.   | Денис Мајод            | Француска   |    |     | 30:33,87 |         |
| 13.   | Нуно Коста             | Португалија |    |     | 30:37,40 |         |
| 14.   | Карлос Газапо          | Шпанија     |    |     | 30:43,22 |         |
| 15.   | Кари Стеин Карлсон     | Исланд      |    |     | 30:51,51 |         |
| 16.   | Хенри Грос             | Шведска     |    |     | 30:51,84 |         |
| 17.   | Виктор Слесаренокс     | Летонија    |    |     | 31:19,00 |         |
| 18.   | Антонио Силва          | Португалија |    |     | 31:21,19 |         |
| 19.   | Мајкл Бранденбур       | Белгија     |    |     | 32:01,26 |         |
| 20.   | Дамјан Витковски       | Пољска      |    |     | 32:08,26 |         |
|       | Кристијан Глатинг      | Немачка     |    |     | НЗ       |         |
|       | Кемал Којунџу          | Турска      |    |     | НЗ       |         |
|       | Пјеро Пантел           | Француска   |    |     | НЗ       |         |

### Пролазна времена
| Дистанца | Време    | Атлетичар        | Земља     |
| -------- | -------- | ---------------- | --------- |
| 1.000 м  | 2:58.01  | Данијеле Меучи   | Италија   |
| 2.000 м  | 5:52.95  | Данијеле Меучи   | Италија   |
| 3.000 м  | 8:53.72  | Данијеле Меучи   | Италија   |
| 4.000 м  | 11:51.23 | Михел Бутер      | Холандија |
| 5.000 м  | 14:51.21 | Анатолиј Рибаков | Русија    |
| 6.000 м  | 17:53.33 | Анатолиј Рибаков | Русија    |
| 7.000 м  | 20:51.16 | Анатолиј Рибаков | Русија    |
| 8.000 м  | 23:45.84 | Данијеле Меучи   | Италија   |
| 9.000 м  | 26:38.16 | Анатолиј Рибаков | Русија    |